# Цыбулько, Владимир Михайлович
Влади́мир Миха́йлович Цыбулько́  (19 сентября 1924, Ровеньки — 14 апреля 1987, Москва) — советский государственный и партийный деятель. 1-й секретарь Киевского обкома КПУ. Кандидат в члены ЦК КПУ в 1966 — апреле 1969 г. Член ЦК КПУ в апреле 1969—1986 г. Кандидат в члены Политбюро ЦК КПУ в июле 1972 — феврале 1976 г. Депутат Верховного Совета УССР 7-го созыва. Депутат Верховного Совета СССР 8-11-го созыва. Член ЦК КПСС в 1971—1986 г.

## Биография
Родился в городе Ровеньки Ворошиловградской области в семье служащего.
Окончил школу-десятилетку. В 1950 году окончил Донецкий педагогический институт, в 1958 году — Высшую партийную школу, в 1965 году — Киевский институт народного хозяйства (КИНХ).
В 1941 был эвакуирован в Казахстан, работал в колхозе. С августа 1942 года в рядах Красной армии, окончил Тамбовское военное училище в Семипалатинске. С 1943 года воевал на Центральном и Белорусском фронтах, командир миномётного взвода, участвовал в освобождении Белоруссии и Польши от немецко-фашистских оккупантов. Был тяжело ранен (сильно обгорел в танке). После демобилизации по ранению начал работать в отделе кадров райисполкома в Ровеньках.
Член КПСС с 1944 года. Девять лет (1947—1956) — на комсомольской работе: прошёл путь от секретаря райкома до первого секретаря Донецкого обкома ЛКСМУ. Позже на партработе: первый секретарь Калининского райкома КПУ Донецка (1958—1966), заведующий отделом Донецкого обкома КПУ.
С января 1966 года — первый секретарь Ждановского (Мариупольского) горкома КПУ. Вёл активную работу по благоустройству города.
С декабря 1968 года в ЦК КПУ. С 1970 года по 1985 год — первый секретарь Киевского обкома КПУ. С ноября 1985 года — персональный пенсионер союзного значения, Москва.
Член ЦК КПСС (1971—1986). Депутат Верховного Совета СССР четырёх созывов с 1970 года.
Скончался 14 апреля 1987 года в Москве. Похоронен на Кунцевском кладбище.

## Интересные факты
Являлся прототипом персонажа романа В. Ф. Попова «И это называется будни» — Марлена Ипполитовича Додоки.

## Награды
Был награждён 13 орденами, в том числе 3 ордена Ленина.

## Память
Его именем названа улица в микрорайоне Черёмушки города Мариуполя.